# Francisco Rita
Francisco Rita est un homme politique santoméen, ministre du Commerce, de l'Industrie et du Tourisme en 2008.